# Ильов лист
„Ильов лист“ (изписване до 1945 година: „Ильовъ листъ“) е български вестник, излизал в Кюстендил, България, посветен на живота и делото на Ильо войвода.

## История
Излизат общо 3 броя, номерирани като отделни. Първият излиза на 30 януари 1932 година. Издава Кюстендилската академична младеж. Печата се в печатница „Труд“ и тиражът му е 1000 броя.
Вторият брой излиза на 30 януари 1935 година като издание на Кюстенд. акад. корпорация Централен комитет постройка паметник Ильо Войвода в гр. Кюстендил. Печата се в печатница „Труд“ в тираж от 1000 броя с цена 3 лева.
Третият брой излиза на 29 януари 1937 година като издание на Кюстендилската академична асоциация – Pautalion. Отговорен редактор е Зинови Попблизнаков. Печата се в печатница „Труд“ в тираж от 1000 броя с цена 3 лева.